# Climatología de tornados

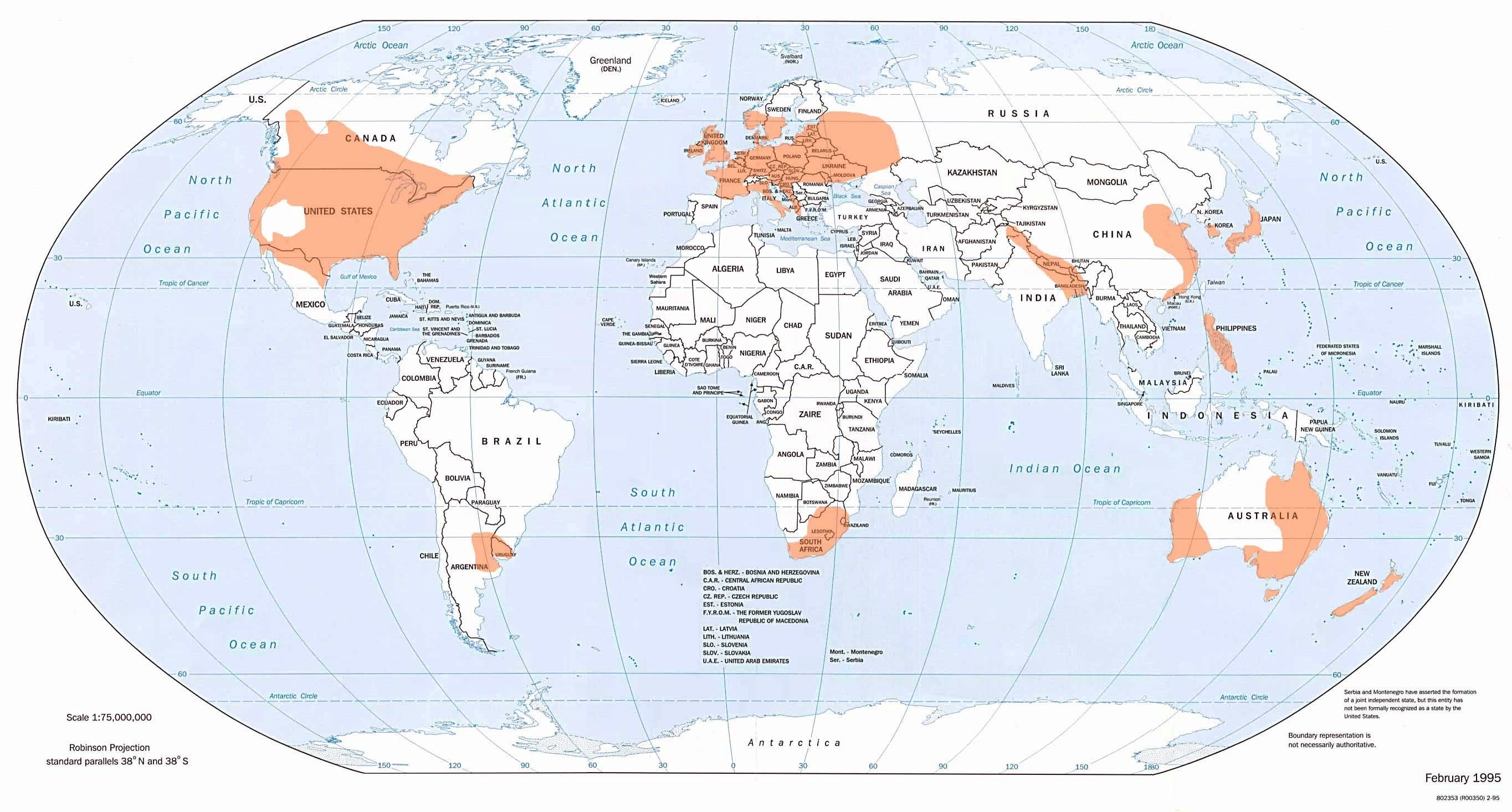
Áreas del mundo, con mayor frecuencia de tornados, indicadas por el sombreado naranja.

Los tornados se han registrado en todos los continentes exceptuando a la Antártida; siendo más comunes, en latitudes medias, donde las condiciones son a menudo favorables para el desarrollo de tormentas convectivas.
Estados Unidos tiene la mayor cantidad de tornados de cualquier país, además de ser los más fuertes y violentos. Una gran parte de estos tornados se forman en un área central de Estados Unidos, popularmente conocida como Callejón de los tornados. Otras áreas del mundo que tienen tornados frecuentes, incluyen partes importantes de Europa, Sudáfrica, Filipinas, Bangladés, partes de Argentina, Uruguay y el sur y sudeste de Brasil, Nueva Zelanda y el lejano este de Asia.
Estados Unidos promedió 1.274 tornados/año en la última década, mientras que Canadá reporta casi 100 anualmente (a). Y, el Reino Unido tiene la mayoría de los tornados por área por año, 1,4 por 10.000 km², aunque estos tornados son generalmente débiles, y muchos otros países europeos tienen una cantidad similar de tornados por área.
La severidad de los tornados es comúnmente medida con la Escala Fujita mejorada, que gradúa la intensidad del tornado, desde EF0 a EF5 por la velocidad del viento y la cantidad de daño que hacen a los entornos humanos. Estos juicios se realizan después de que el tornado se haya disipado y el rastro de daños sea estudiado cuidadosamente por profesionales meteorólogos.
Debido a fenómenos convectivos, los tornados son más comunes en primavera-verano; y, menos comunes en invierno. La transición estacional durante el otoño y la primavera promueve el desarrollo de ciclones extratropicales y sistemas frontales que soportan fuertes tormentas convectivas. Los tornados también son comunes cuando los ciclones tropicales hacen recalada, donde se concentran en la sección derecha del ciclón hacia los polos.
La transición estacional durante el otoño y la primavera promueve el desarrollo de ciclones extratropicales y sistemas frontales que soportan fuertes tormentas convectivas. Los tornados también se pueden generar como resultado de mesovórtices de la pared del ojo, que persisten hasta tocar tierra. Sin embargo, las condiciones favorables para el desarrollo del tornado pueden ocurrir en cualquier momento del año.
La aparición de un tornado, depende en gran medida de la hora del día, debido al calentamiento solar.
En todo el mundo, la mayoría de los tornados se producen a última hora de la tarde, entre las 15:00 y las 19:00, hora local, con un pico cercano a 17:00. Los tornados destructivos pueden ocurrir en cualquier momento del día, como lo demuestra el tornado Gainesville de 1936 (uno de los tornados más letales en la historia) que ocurrió a las 8:30 hora local.

## Geografía
Estados Unidos tiene la mayor cantidad de tornados de cualquier país. Muchos de estos se forman en un área de EE. UU. central (con algunas definiciones incluyendo el sur) conocido como el Corredor de tornados. En EE. UU. hay dos regiones con una frecuencia de tornados desproporcionadamente alta: Florida es uno y el otro es el "Corredor de tornados" en el centro-sur de Estados Unidos. Florida tiene numerosos tornados simplemente debido a la alta frecuencia de tormentas casi diarias.
El área de mayores tornados, se extiende a Canadá, en particular a las Provincias de Praderas y Ontario; sin embargo, la actividad en Canadá es menos frecuente e intensa que la de los EE. UU. La alta frecuencia de tornados en América del Norte se debe en gran parte a la geografía, primero por el ancho continental (más de 4.000 km de ancho); y, a que la humedad del Golfo de México se aduce fácilmente en el continente central, con algunas barreras topográficas en el camino. Las Montañas Rocosas bloquean la humedad originada en el Pacífico y pandean los flujo atmosférico, forzando aire más seco a niveles medios de la troposfera debido a los vientos descendentes y causando ciclogénesis corriente abajo al este de las montañas. Los vientos descendentes de las Montañas Rocosas fuerzan la formación de un Frente de punto de rocío cuando el flujo en altura es fuerte, mientras que el Golfo de México alimenta una abundante humedad de bajo nivel. Esta topografía única permite frecuentes colisiones de aire cálido y frío, condiciones más que suficientes para generar fuertes tormentas de larga duración durante todo el año. Esta área se extiende a Canadá, particularmente a Ontario y a las provincias de la pradera, y también pueden ocurrir fuertes tornados en el norte de México.
Una gran región de América del Sur se caracteriza por tormentas que alcanzan el nivel de supercélulas y producen granizadas intensas, inundaciones y tornados durante la primavera, el verano y principios del otoño. La región se conoce como el corredor de tornados (Sudamérica), siendo considerado como el segundo más grande en el mundo, pero muy lejos de la cantidad de tornados de 1.200 a 120, respectivamente, en términos de la formación de eventos climáticos extremos. Cubre a todo Uruguay (por su tamaño), la mayor parte del centro de Argentina, el sur de Paraguay y el sudeste brasileño
Bangladés y áreas circundantes del este de India, sufren más de cien tornados anuales, y un par de tornados anuales de severidad similar a tornados fuertes en Estados Unidos. Estos ocurren con un mayor intervalo de recurrencia (aunque en una región más pequeña), y tienden a ser informados insuficientemente debido a la escasez de cobertura mediática de un país en desarrollo. La cifra anual de muertes humanas por tornados, en Bangladés, se estima en alrededor de 179 muertes por año, que es mucho mayor que en EE. UU. Es probable que esto se deba a la densidad de la población, a la mala calidad de la construcción, a la falta de conocimientos y advertencias sobre la seguridad del tornado y a otros factores.
Otras áreas del mundo que tienen frecuentes tornados fuertes, incluyen: Alemania, República Checa, Eslovaquia, Italia, España, China, Filipinas, Australia, Francia, Rusia, áreas del Medio Oriente, Japón; y, partes de México tienen una historia de múltiples eventos de tornados dañinos.

## Tornados en EE. UU.

Informes de tornado anuales promedio en EE. UU.

Estados Unidos promedió 1.274 tornados por año en la última década. Abril de 2011 fue el año con más tornados, en el registro histórico desde 1950, del National Weather Service de EE. UU. , con 875; el récord anterior era de 542 en un mes. Y, tiene más tornados anuales que cualquier otro país; e, informa más tornados violentos (EF4 y EF5) que en cualquier otro lugar.
Los tornados son comunes en muchos estados, pero son más comunes al oeste de las Montañas Apalaches y al este de las Montañas Rocosas. Los estados del litoral atlántico - Carolina del Norte, Carolina del Sur, Georgia y Virginia - también son muy vulnerables, al igual que Florida. Las áreas más vulnerables a los tornados son las Planicies del Sur y Florida, aunque la mayoría de los tornados de Florida son relativamente débiles. El sur de Estados Unidos es una de las regiones más afectadas en términos de bajas.
Los informes de tornados, se han estado recopilando, oficialmente, desde 1950. Esos informes han sido recopilados por el National Climatic Data Center (NCDC), con sede en Asheville, Carolina del Norte. Un tornado se puede informar más de una vez, como cuando una tormenta cruza una línea del condado y los informes se hacen desde dos condados.

### Conceptos erróneos comunes
Algunas personas creen erróneamente que los tornados solo ocurren en el campo. Este no es el caso. Si bien es cierto que las Grandes Planicies son los lugares más propensos a tornados en la nación, se debe tener en cuenta que se han reportado tornados en todos los estados de EE. UU., incluidos Alaska y Hawái. Una de las razones probables por las que los tornados son tan comunes en los EE. UU. Centrales es porque allí, llega bien el aire del Ártico; así, los frentes fríos que no se han "debilitado" chocan primero con el aire tropical cálido del Golfo de México. A medida que estos frentes avanzan hacia el este, a veces pierden su fuerza a medida que viajan en más aire cálido. Por esta razón, los tornados no son tan comunes en la costa este de los Estados Unidos como en el medio oeste. Sin embargo, han ocurrido en raras ocasiones, como el tornado EF3 que golpeó aL Municipio de Limerick (Pensilvania) cerca de Filadelfia, el 27 de julio de 1994, el tornado EF2 que golpeó los suburbios del norte de la ciudad de Nueva York el 12 de julio de 2006, el tornado EF2 en el municipio de Brooklyn el 8 de agosto de 2007, o el tornado EF4 que golpeó a La Plata, Maryland el 28 de abril de 2002.
Los tornados pueden ocurrir al oeste de la divisoria continental, pero son infrecuentes y generalmente relativamente débiles y de corta duración. Recientemente, tornados han golpeado la ciudad de la costa del Pacífico de Lincoln City, Oregón (1996), Sunnyvale, California (1998), y el centro de Salt Lake City, Utah (1999 - véase Tornado de Salt Lake City). El Valle Central de California es un área de cierta frecuencia para tornados, aunque de intensidad débil. Aunque los tornados que ocurren en el litoral occidental son típicamente débiles, también pueden ocurrir tornados más poderosos y dañinos, como el tornado que ocurrió el 22 de mayo de 2008 en Perris, California.
Además, más tornados ocurren en Texas que en cualquier otro estado de los EE. UU. El Estado que tiene el mayor número de tornados por unidad de área es Florida, aunque la mayoría de los tornados en Florida son tornados débiles desde intensidades de EF0 a EF1. Varios tornados de Florida, ocurren a lo largo del borde de huracanes que azotan el estado. El Estado con el mayor número de tornados fuertes por unidad de área es Oklahoma. El estado vecino de Kansas también es un estado de tornados particularmente notorio. Registra la mayoría de los tornados EF4 y EF5 en el país.

## Tornados en Canadá
Canadá también experimenta numerosos tornados, aunque mucho menos que EE. UU. En promedio, se reportan 62 por año, pero se espera que esta cifra sea más alta debido a los tornados no detectados en grandes extensiones de áreas con poca población. La NOAA tiene un promedio de 1.200 por año, contra 100 en Canadá. Eso causa decenas de millones de dólares en daños. La mayoría son débiles EF0 a EF1 en intensidad, pero hay un promedio de unos EF2 o más fuertes, que aparecen cada temporada.
Por ejemplo, la frecuencia de tornados, en el sudoeste de Ontario es aproximadamente la mitad, que en las áreas más propensas a tornados de las llanuras centrales de EE. UU. Las últimas muertes múltiples relacionadas con tornados en Canadá fueron causadas por un tornado en Ear Falls, Ontario el 9 de julio, con tres decesos; y, el último tornado mortal fue el 21 de agosto de 2011 en Goderich, Ontario. Los dos tornados más letales, en suelo canadiense, fueron los de:
- Tornado Regina EF4, del 30 de junio de 1912 (112 años) a las 14:50 con 28 muertos;
- Tornado Edmonton EF4, del 31 de julio de 1987 (37 años) a las 15:00 con 27 muertos.

Registro del EF5 Tornado de Elie, Manitoba, el 22 de junio de 2007

Ambas tormentas fueron calificadas como EF4 en la escala Fujita. La ciudad de Windsor fue golpeada por fuertes tornados cuatro veces, en un lapso de 61 años (1946, 1953, 1974, 1997) con un rango desde EF2 a EF4. Así, Windsor ha sido golpeada por tornados más importantes que cualquier otra ciudad en Canadá. El 22 de junio de 2007 se registró el primer tornado EF5 oficial de Canadá, golpeando a Elie (Manitoba). Los tornados son más frecuentes en las provincias de Alberta, Saskatchewan, Manitoba, y Ontario.

## Europa
Europa tiene cerca de 300 tornados por año – mucho más de lo estimado por Alfred Wegener en su clásico libro "Wind- und Wasserhosen in Europa" ("Tornados y trombas en Europa"). Y, son más comunes entre junio a agosto, especialmente en las tierras interiores; y, menos son entre enero a marzo. Se producen tornados fuertes y violentos (EF3 a EF5), especialmente en algunas áreas del interior y en el sur, pero no son tan comunes como en algunas partes de los EE. UU. Como en los EE. UU., los tornados están lejos de estar distribuidos uniformemente. Europa también tiene su "Corredor de tornados" pero más pequeño en área afectada– siendo probable esa ubicación por las colisiones de frentes frontales tanto en el sur como el este de Inglaterra, pero también porque Europa está dividida por cadenas montañosas como los Alpes. Partes de Estiria (Steiermark) en Austria pueden ser un callejón de tornados, y ese condado ha tenido al menos tres tornados EF3 desde 1900. Tanto EF3 y aún un EF4 han ocurrido tan al norte como Finlandia.
Desde 1900, han ocurrido tornados letales en Alemania, Austria, Bélgica, Chipre, Finlandia, Francia, Italia (como el EF5 / T10 de Údine-Treviso del 24 de julio de  1930 (94 años), que mató a 23 personas).), Malta, Polonia, Portugal (como el EF3/T7 de Castelo Branco del 6 de noviembre de 1954 (70 años), que mató a cinco y lastimó a 220), Rumania, Rusia, Reino Unido. El tornado de 1984 Ivanovo–Yaroslavl, con más de 400 muertes y 213 heridos, siendo el tornado más letal del siglo en Europa; incluyendo al menos un EF5 y un EF4. El tornado quizás más letal de Europa (y probablemente uno de los tornados más letales del mundo) golpeó Malta el 23 de septiembre de 1551 (o de 1556) matando a unas 600 personas.
Un tornado notable de los últimos años fue el tornado de Birmingham que golpeó a Birmingham, RU, del 28 de julio de 2005 (19 años). Una hilera de casas fue destruida, pero nadie fue muerto. Un fuerte tornado EF3 (T7) golpeó la pequeña ciudad de Micheln en Saxony-Anhalt, Alemania el 23 de julio de 2004 (20 años) matando a seis personas, e hiriendo a más de 250, y dañando masivamente a muchos edificios.

## Asia
Bangladesh and the eastern parts of India are very exposed to destructive tornadoes causing higher deaths and injuries. Bangladesh, Philippines, and Japan have the highest number of reported tornadoes in Asia.
The world's single deadliest tornado struck the Manikganj District of Bangladesh on April 26, 1989, killing an estimated 1,300 people, injuring 12,000, and leaving approximately 80,000 people homeless. Five other recorded tornadic events have killed more than 500 people in Bangladesh, the most recent on May 13, 1996 when multiple tornadoes swept through the Jamalpur and Tangail districts, killing more than 600.
In June 2016, a storm producing multiple tornadoes and hail struck a densely populated area of farms and factories near the city of Yancheng in Jiangsu province, about 800 kilometers (500 miles) south of Beijing, killing at least 78 people and destroying buildings. Nearly 500 people were injured, 200 of them critically, the official Xinhua News Agency reported.

## Sudamérica
Sudamérica tiene su propio Pasillo de los Tornados, compuesto por el centro y norte de Argentina, sur y sureste de Brasil, Uruguay y parte de Paraguay, y se considera la segunda región de tornados de mayor frecuencia en el mundo. [cita requerida] Argentina tiene áreas con actividad tornádica alta, y los tornados más fuertes en el hemisferio sur [cita requerida] como el F5 en San Justo, y el brote de tornado en Buenos Aires con más de 300 tornados registrados en menos de 24 horas.
Esta región es favorable para tornados y tormentas eléctricas severas, debido al gran tamaño de la llanura pampeana donde el aire frío de la Patagonia y la Antártida choca con el aire cálido y húmedo de las zonas de Brasil, el norte de Argentina y Paraguay, y el aire seco de los Andes, compuesto por el centro y norte de Argentina, sur y sureste de Brasil, Uruguay y parte de Paraguay, y se considera la segunda región de tornados de mayor frecuencia en el mundo. Argentina y Uruguay, tienen áreas con actividad tornádica alta, y los tornados más fuertes en el hemisferio sur como el Tornado de San Justo de 1973, el F4 de Fray Marcos de 1970 y el de Dolores de 2016, en Uruguay, y la oleada de tornados de Buenos Aires de 1993.

### Tornados en Sudamérica
- 16 de septiembre de 1816 (208 años), uno de los primeros tornados en América del Sur destruyó la ciudad de Rojas (a 240 km al oeste de Buenos Aires)[38]

- 20 de septiembre de 1926 (98 años), un tornado F4 golpeó la ciudad de Encarnación, Paraguay, matando a más de 300 personas, convirtiéndolo en el segundo tornado más mortal en América del Sur.

- 21 de abril de 1970 (54 años), un F4 golpeó a Fray Marcos, Uruguay, matando a 11, siendo el más fuerte anotado, en Uruguay.[39]

- 10 de enero de 1973 (52 años), un F5 golpeó la ciudad de San Justo, Argentina, a 105 km al norte de la ciudad capital de Santa Fe. El Tornado de San Justo F5 es considerado el peor tornado ocurrido en el Hemisferio Sur, con vientos que excedieron los 400 kilómetros por hora (248,5 mph).[40]

- 6 de mayo de 1992 (32 años), en Estación López, provincia de Buenos Aires, devastó con un tornado EF4 que causó cuatro muertes entre sus 150 residentes.

- 13 de abril de 1993 (31 años), la provincia de Buenos Aires, Argentina, fue afectada por el mayor brote de tornados, de los últimos años, de América del Sur. Se registraron más de 300 tornados durante 24 h con intensidades que iban de EF1 a EF3.

- 28 de octubre de 1978 (46 años), un tornado EF4 con vientos de 270 kph, golpeó la ciudad de Morteros en la province of Córdoba, matando cinco personas.

- 26 de diciembre de 2003 (21 años), el tornado de Córdoba de 2003 golpeó a 6 km al oeste del Gran Córdoba. Fue señalado como un EF3 con rachas de viento excediendo los 300 kph, matando a cinco e hiriendo a centenares.[41]

- 7 de septiembre de 2009 (15 años), un tornado EF4 destruyó el pueblo de San Pedro, provincia de Misiones, por la noche, matando a once 11 personas. The same tornado hit the nearby town of Guaraciaba, Brasil, killing 6. The neighboring towns of Veloso Santo and Santa Cecilia were seriously damaged and were declared in a state of emergency.[42]
- 6 de diciembre de 2012, tornado EF2 múltiple vórtice en Dolores, Soriano, Uruguay, causando daños importantes en las cercanías de la ciudad
- 15 de abril de 2016 (3 años), un tornado F3/F4 arrasó con la ciudad de Dolores en el departamento de Soriano, Uruguay. Ingresó por el norte a las 16:10 hora local, y atravesó toda la planta urbana abandonando la ciudad por el extremo sur. Dejó 5 víctimas fatales y la peor destrucción material causada por un tornado en la historia del Uruguay.

## África
Tornadoes do occur in South Africa. In October 2011 (i.e. in the spring), two people were killed and nearly 200 were injured after a tornado formed, near Ficksburg in the Free State; more than 1,000 shacks and houses were flattened.

## Oceanía
Australia tiene cerca de 16 tornados por año – excluyendo las "mangas de agua", las cuales son comunes. En Nueva Zelanda, un tornado golpeó el norte de los suburbios de Auckland el 3 de mayo de 2011, matando una persona e hiriendo a por lo menos  16 personas.

## Frecuencia de ocurrencia
Tornadoes can he form in any month, providing the conditions are favorable. For example, a freak tornado hit South St. Louis County Missouri on 31 December 2010, causing pockets of heavy damage to a modest area before dissipating. The temperature was unseasonably warm that day. They are least common during the winter and most common in spring. Since autumuiouion and spring are transitional periods (warm to cool and viceversa) there are more chances of cooler air meeting with warmer air, resulting in thunderstorms. Tornadoes in the late summer and fall can also be caused by hurricane landfall.
Not every thunderstorm, supercell, squall line, or tropical cyclone will produce a tornado. Precisely the right atmospheric conditions are required for the formation of even a weak tornado. On the other hand, 700 or more tornadoes a year are reported in the contiguous United States.
On average, the United States experiences 100,000 thunderstorms each year, resulting in more than 1,200 tornadoes and approximately 50 deaths per year. The deadliest U.S. tornado recorded is the 18 March 1925, Tri-State Tornado that swept across southeastern Missouri, southern Illinois and southern Indiana, killing 695 people. The biggest tornado outbreak on record—with 353 tornadoes over the course of just 3 1/2 days, including four F5 and eleven F4 tornadoes—occurred starting on 25 April 2011 and intensifying on 26 April and especially the record-breaking day of 27 April before ending on 28 April. It is referred to as the 2011 Super Outbreak. Previously, the record was 148 tornadoes, dubbed the 1974 Super Outbreak. Another such significant storm system was the Palm Sunday tornado outbreak of 1965, which affected the United States Midwest on 11 April 1965. A series of continuous tornado outbreaks is known as a tornado outbreak sequence, with significant occurrences in May 1917, 1930, 1949, and 2003.

## Momento de ocurrencia

### Diurnalidad
La ocurrencia de tornados, depende en gran medida de la hora del día. Austria, Finland, Germany, and the United States' peak hour of occurrence is 5 p. m., with roughly half of all tornado occurrence between 3 p. m. and 7 p. m. local time, due to this being the time of peak atmospheric heating, and thus the maximum available energy for storms; some researchers, including Howard B. Bluestein of the University of Oklahoma, have referred to this phenomenon as "five o'clock magic." Despite this, there are several morning tornadoes reported, like the Seymour, Texas one in April 1980.

### Estacionalidad
La época del año es un factor importante de la intensidad y frecuencia de los tornados. En promedio, en EE. UU. en general, el mes con más tornados es mayo, seguido de los meses de junio, abril y julio. Sin embargo, no existe una "temporada de tornados", ya que los tornados, incluidos los tornados violentos y los brotes importantes, pueden ocurrir y ocurren en cualquier lugar en cualquier época del año, si se desarrollan condiciones favorables. Los principales brotes de tornados se han producido en todos los meses del año.
Julio es el mes pico en Austria, Finlandia y Alemania.
En promedio, con registros solo desde 1950, hay alrededor de 294 tornados en EE. UU. durante el mes de mayo, y se han informado hasta 543 tornados en mayo de 2003. Los meses con el menor número de tornados son generalmente diciembre y enero, aunque los brotes de tornados importantes pueden ocurrir, y algunas veces ocurren, incluso en esos meses. En general, en los estados del Medio Oeste y en las Planicies; y, en las primaveras (especialmente en el mes de mayo) es la temporada más activa para los tornados, mientras que en los estados del extremo norte (como Minnesota y Wisconsin), el pico de tornados suelen ser en los meses de verano boreal (junio y julio). En los meses más fríos de otoño e invierno (desde principios de diciembre hasta fines de febrero), la actividad de los tornados generalmente se limita a los estados del sur, donde es posible que penetre el aire cálido del Golfo de México.
La razón por la que el pico de la formación de tornados, ocurre en la primavera tiene mucho que ver con los patrones de temperatura en los Estados Unidos. Los tornados suelen formarse cuando el aire frío y polar que viaja hacia el sureste desde las Rocallosas anulando el cálido, húmedo e inestable proveniente del golfo de México en los estados orientales.
Por lo tanto, los tornados tienden a encontrarse comúnmente frente a un frente frío, junto con fuertes lluvias, granizo y vientos dañinos. Debido a que tanto el tiempo cálido como el frío son comunes durante la primavera, el conflicto entre estas dos masas de aire tiende a ser más común en la primavera. A medida que la atmósfera se calienta en todo el país, la ocurrencia de tornados se extiende hacia el norte. Los tornados también son comunes en el verano y principios del otoño porque también pueden ser provocados por los huracanes, aunque los tornados causados por los huracanes a menudo son mucho más débiles y difíciles de detectar. El invierno es el momento menos común para que ocurran los tornados, ya que la actividad de los huracanes es prácticamente inexistente en este momento, y es más difícil que el aire cálido y húmedo del mar tropical se apodere del frío aire ártico de Canadá, los sucesos se encuentran principalmente en los estados del Golfo y Florida durante el invierno (aunque ha habido algunas excepciones notables). Curiosamente, hay una segunda temporada activa de tornados del año, desde finales de octubre hasta mediados de noviembre. El otoño, como la primavera, es una época del año cuando el tiempo cálido se alterna con el frío con frecuencia, especialmente en el medio oeste, pero la temporada no es tan activa como en la primavera y las frecuencias de tornados son más altas a lo largo de la llanura costera del Atlántico; y, en el Medio Oeste, por lo general, aparecen a fines del verano.

## Tendencias de largo término

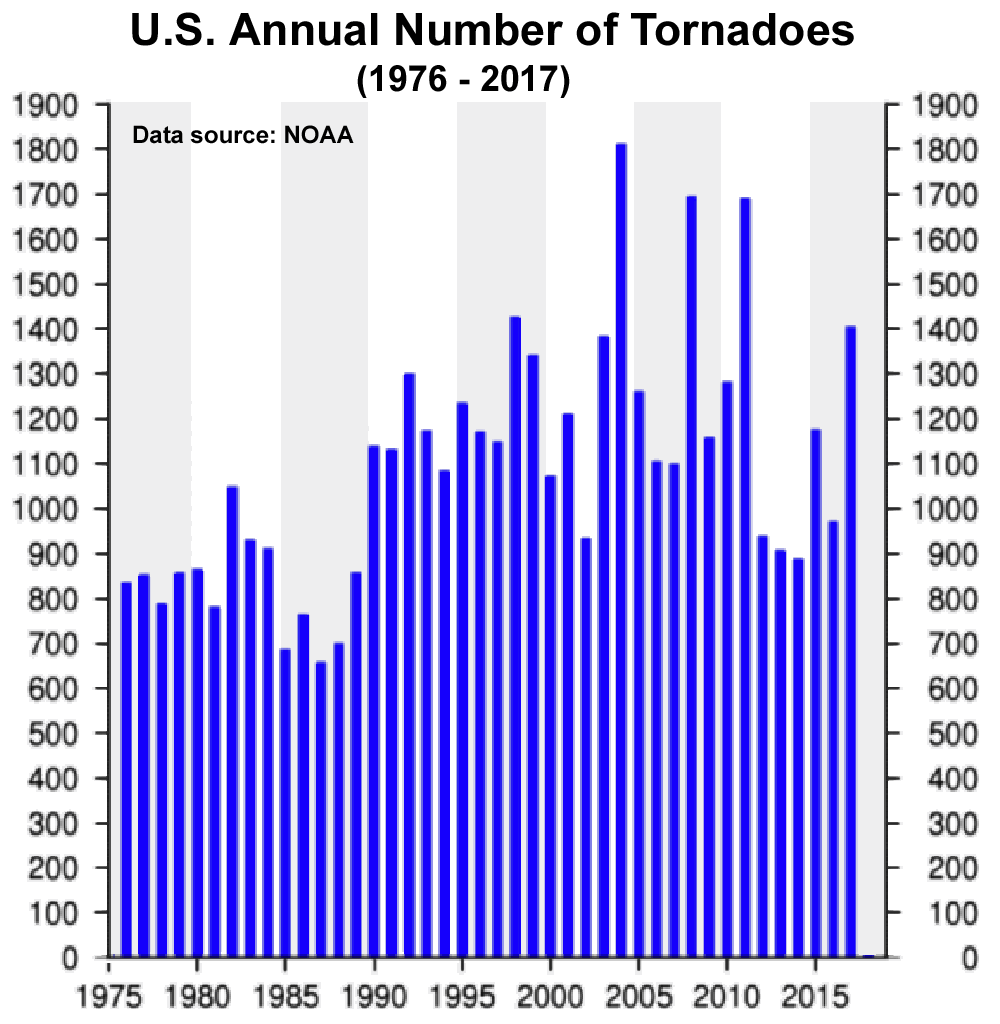
Tornados en EE. UU. de enero a diciembre de 1976-2011 del Centro Nacional de Datos Climáticos de NOAA.

La climatología confiable de tornados, es muy limitada en alcance geográfico y temporal, pues, solo se registran, desde 1976 en EE. UU.; y, 2000 en Europa, estadísticas minuciosas y precisas de tornados. Sin embargo, algunas tendencias se pueden notar en los tornados que causan daños significativos en EE. UU., ya que existen estadísticas algo fiables sobre tornados dañinos desde 1880. La mayor incidencia de tornados violentos, pareciera desplazarse del sudeste estadounidense al sur de las Grandes Llanuras cada pocas décadas. Además, en la década de 1980, pareciese ser un período de actividad de tornados inusualmente baja en EE. UU., y el número de tornados multimortales disminuyó cada década desde la década de 1920 hasta la década de 1980, lo que sugiere un patrón de varias décadas de algún tipo.

## Otras lecturas
- Brooks, Harold E. (2004). «Estimating the Distribution of Severe Thunderstorms and Their Environments Around the World». International Conference on Storms. Brisbane, Queensland, Australia.

- Brooks, Harold; C.A. Doswell III (enero de 2001). «Some aspects of the international climatology of tornadoes by damage classification». Atmos. Res. 56 (1–4): 191-201. Bibcode:2001AtmRe..56..191B. doi:10.1016/S0169-8095(00)00098-3.

- Brooks, Harold E.; J.W. Lee; J.P. Craven (julio de 2003). «The spatial distribution of severe thunderstorm and tornado environments from global reanalysis data». Atmos. Res. 67–68: 73-94. Bibcode:2003AtmRe..67...73B. doi:10.1016/S0169-8095(03)00045-0. Archivado desde el original el 9 de julio de 2009.

- Dotzek, Nikolai; J. Grieser; H.E. Brooks (julio–sept de 2003). «Statistical modeling of tornado intensity distributions». Atmos. Res. 67–68: 163-87. Bibcode:2003AtmRe..67..163D. doi:10.1016/S0169-8095(03)00050-4.

- Feuerstein, Bernold; N. Dotzek; Jürgen Grieser (febrero de 2005). «Assessing a Tornado Climatology from Global Tornado Intensity Distributions». J. Climate 18 (4): 585-96. Bibcode:2005JCli...18..585F. doi:10.1175/JCLI-3285.1.